# Беринген (Бельгия)
Беринген (нидерл. Beringen) — город и коммуна в провинции Лимбург. По состоянию на 1 января 2018 года население составляет 46.065 человек. Площадь составляет 78,30 км² при плотности населения 588 чел. / км ². 

## Коммуна
К коммуне Беринген относится город с одноименным названием, где также находится муниципальная администрация, а также деревни Кёрсель, Паал, Беверло и Беринген и некоторые небольшие населённые пункты.

## Положение и экономика
Город расположен в регионе Де-Кемпен на «плато с каменным углем». В 19 веке на северо-востоке был создан военный полигон Камп ван Беверло. С 1901 по 1989 год на крупных шахтах в этом регионе, а также в Берингене, добывался уголь. Соседняя коммуна — Хёсден-Золдер. 

## История
Поселение некоего Беро было засвидетельствовано в 1120 году. В Средние века город Беринген принадлежал частично графству Лоон, частично Льежскому епископству. В 1239 году Беринген получил статус города. В 19 веке крепостные валы, башни и ворота города были разрушены. Добыча каменного угля превратила его в промышленный город.